# Jarkko Wiss
Jarkko Wiss (Tampere, Finlandia, 17 de abril de 1972) es un exfutbolista finlandés, se desempeñaba como centrocampista defensivo. Actualmente es el entrenador del KuPS Kuopio.

## Clubes

### Jugador
| Club             | País       | Años        |
| ---------------- | ---------- | ----------- |
| Tampere PV       | Finlandia  | 1993 - 1995 |
| FF Jaro          | Finlandia  | 1996        |
| HJK Helsinki     | Finlandia  | 1997 - 1998 |
| Molde FK         | Noruega    | 1998 - 1999 |
| Lillestrøm SK    | Noruega    | 1999        |
| Moss FK          | Noruega    | 2000        |
| Stockport County | Inglaterra | 2000 - 2001 |
| Hibernian FC     | Escocia    | 2002 - 2004 |
| Tampere United   | Finlandia  | 2004 - 2007 |

### Entrenador
| Club                                    | País      | Años          |
| --------------------------------------- | --------- | ------------- |
| Tampere United                          | Finlandia | 2011          |
| Selección de fútbol sub-18 de Finlandia | Finlandia | 2014-2016     |
| FC Ilves                                | Finlandia | 2016-2021     |
| FC Inter Turku                          | Finlandia | 2023          |
| KuPS Kuopio                             | Finlandia | 2025-presente |